# Кастон, Сол
Сол Кастон (англ. Saul Caston, настоящее имя Соломон Гузиков-Коген, англ. Solomon Gusikoff Cohen; 22 августа 1901, Нью-Йорк — 28 июля 1970, Уинстон-Сейлем) — американский трубач и дирижёр.
Сын Луиса Каждана (англ. Louis Kazhdan) и Розы Гузиковой (англ. Rose Gusikoff).С 11 лет учился игре на трубе у известного трубача и педагога российского происхождения Макса Шлоссберга. Позднее брал также уроки дирижирования у Абрама Чейзинса. В 1918 г. поступил трубачом в Филадельфийский оркестр, в 1923 г. занял место первой трубы. Исполнил сольную партию трубы в первой записи Бранденбургского концерта № 2 Иоганна Себастьяна Баха (1928, дирижёр Леопольд Стоковский). С 1936 г. исполнял также обязанности ассистента дирижёра. В 1941—1944 гг. одновременно возглавлял небольшой оркестр в пригороде Филадельфии Рединге. В свободное от выступлений в Филадельфии время участвовал в записи саундтреков к ранним звуковым фильмам в Голливуде.
В 1945 г. Кастон возглавил Денверский симфонический оркестр и руководил им до 1963 года. Под руководством Кастона оркестр был значительно омоложён, его аудитория заметно выросла за счёт многочисленных концертов для детей и семейного прослушивания. В течение 1950-х гг. Кастон и его менеджер Элен Мэри Блэк (1896—1988), первая в США женщина — директор оркестра, предприняли ряд амбициозных оперных и концертных постановок на фоне эффектного горного ландшафта в парке Ред-Рокс, на концертной площадке Red Rocks Amphitheatre, в том числе концерт Элен Траубель и Лаурица Мельхиора с вагнеровским репертуаром (1950). Оркестр завоевал общенациональное признание, однако в самом Денвере породил оппозицию среди ценителей и музыкальных критиков, заявлявших, что под руководством Кастона и Блэк из игры музыкантов исчезло собственно музыкальное содержание. В 1963 г. под давлением этой группы оппонентов Кастон и Блэк ушли в отставку. В дальнейшем Кастон некоторое время преподавал трубу в Кёртисовском институте музыки.